# 刘凤祥
刘凤翔（？—1970年），或刘凤祥，曾任《湖南农民报》编辑、《湖南日报》主编。

## 生平
1957年任《湖南日报》主编时被打成右派，发配在工厂劳动，被机器轧断一条右臂，文化大革命期间，红卫兵令其高呼打倒自己的口号，因为只有左臂可举，遂被安上“举起左臂打倒共产党”的罪名，判为无期徒刑。又用左臂撰文《论狼与小羊与下游弄脏的河水》。于1970年被枪毙。杨小凯将其视为“他们那一代右派知识分子的精华和最杰出的代表人物。他们代表了这一代人中积极反抗共产党政治迫害的努力，他们的死给这种积极的努力打了个句号。”